# 彼得·莱瑟姆
彼得·莱瑟姆（英語：Peter Latham，1984年1月8日—），新西兰男子自行车运动员。他曾代表新西兰参加2002年、2006年和2010年英联邦运动会自行车比赛，其中2006年英联邦运动会获得一枚铜牌。